# 전주서신초등학교
전주서신초등학교는 대한민국 전북특별자치도 전주시 완산구 서신동에 있는 공립 초등학교이다.

## 학교 연혁
- 1937년 6월 1일 이동공립보통학교 설립인가
- 1938년 4월 1일 이동공립심상소학교로 개칭(2학급 편성)
- 1941년 4월 1일 이동공립국민학교로 개칭
- 1958년 9월 20일 전주서신국민학교로 개칭(13학급 편성)
- 1996년 3월 1일 전주서신초등학교로 개칭
- 2019년 2월 14일 제78회 졸업 31명(졸업생 총 숫자 12,146명)
- 2019년 3월 1일 초등 11학급, 특수학급 2학급, 유치원 2학급 편성
- 2019년 9월 1일 제39대 김향숙 교장 부임
- 2020년 2월 11일 제79회 졸업 44명 (졸업생 총 숫자 12,190명)
- 2020년 3월 1일 초등 15학급, 특수지원 2학급, 유치원 2학급 편성
- 2027년 6월 1일 개교 90주년

## 학교 상징
- 교화 - 철쭉
- 교목 - 소나무
- 교조 - 비둘기

## 참고 자료
- 전주서신초등학교 - 한국교육학술정보원 학교알리미